# Chaetodon multicinctus
Chaetodon multicinctus е вид бодлоперка от семейство Chaetodontidae. Видът не е застрашен от изчезване.

## Разпространение и местообитание
Разпространен е в Малки далечни острови на САЩ (Атол Джонстън и Мидуей) и САЩ (Хавайски острови).
Обитава крайбрежията на морета, лагуни и рифове. Среща се на дълбочина от 1 до 114 m, при температура на водата от 22,9 до 26,7 °C и соленост 34,6 – 35,3 ‰.

## Описание
На дължина достигат до 12 cm.
Популацията на вида е стабилна.